# Woyzeck
Woyzeck (pronunție în germană [ˈvɔʏtsɛk]) este o piesă de teatru scrisă de scriitorul expresionist german Georg Büchner, care nu a reușit să termine piesa înaintea morții sale premature din 1837. În ciuda acestui „impediment”, piesa a fost continuată și i s-a dat un sfârșit de către alți autori, editori, regizori și translatori. În ciuda acestei probleme aparent serioase, Woyzeck a devenit una dintre cele mai jucate și influente piese de scenă din repertoriul teatral german și, ulterior, de pretutindeni.

## Istoric
Büchner a început a scrie piesa, cel mai probabil, între iunie și septembrie 1836, dar aceasta a rămas într-un stadiu fragmentar la moartea sa timpurie survenită la 19 februarie 1837. Ulterior, după mai bine de patru decenii, Woyzeck a fost publicată în 1879, într-o versiune masiv rescrisă de către Karl Emil Franzos, dar nu a fost jucată până la 8 noiembrie 1913 la Residenztheater din München, fiind produsă de Max Reinhardt.

## Descrierea temei piesei
Woyzeck tratează problemele legate de dezumanizarea produsă de doctori și militari asupra vieții unui tânăr. Piesa este adesea interpretată ca fiind o „tragedie a clasei muncitoare”, deși, după alte interpretări, ar reprezenta „tragedia perenă a geloziei umane.” Piesa a trezit admirația naturalistului german Gerhart Hauptmann, respectiv a dramaturgilor expresioniști germani și nu numai a lor. Povestea este vag bazată pe povestea adevărată a lui Johann Christian Woyzeck, un fabricant de peruci din Leipzig, devenit ulterior soldat. În 1821, Woyzeck, într-un exces de gelozie, a ucis-o pe Christiane Woost, văduvă, cu care trăia. Ca urmare, Woyzeck a fost condamnat la moarte și executat prin decapitare publică.
În edițiile bazate pe versiunea lui Franzos, precum în primele spectacole de scenă, respectiv în cele două opere, scrise în anii 1920, piesa (respectiv operele) și personajul principal poartă numele de Wozzeck, o indicație clară la dificultatea lui Franzos de a lucra cu niște manuscrise aflate la limita ilegibilității. Cele două probleme dificile care a trebuit Franzos să le surmonteze fuseseră scrisul de mână a lui Büchner, caracterizat ca fiind „microscopic de mic”, dar și starea de alterare a manuscriselor, care au trebuit a fi tratate chimic pentru a face textul original să devină cât de cât lizibil. Pe de altă parte, Franzos nu cunoștea cazul real, pe care se bazase drama, lucru care a fost corectat ulterior, în 1921, odată cu publicarea unei alte variante, bazată de asemenea pe textul original, realizată de Georg Witkowski, în care personajul și piesa poartă numele corectat de Woyzeck.

## Adaptări
Multiplele adaptări ale piesei Woyzeck includ și următoarele, de mai jos.
- Wozzeck, operă de Alban Berg, completată în 1922, care a avut premiera la Berlin în decembrie 1925,[4]
- Wozzeck, operă de Manfred Gurlitt, care a avut premiera la Bremen în aprilie 1926,
- Wozzeck, film din 1947 de Georg C. Klaren,
- Lumea lui Woyzeck (conform, World of Woyzeck), adaptare de scenă, din 1959, de en  John Herbert,[5]
- Woyzeck, film de televiziune din 1966, regizor Rudolf Noelte,[6]
- Poștașul (conform, Postman, persană  پستچی ), film din 1972 de Dariush Mehrjui,[7][8]
- Woyzeck, film din 1979 de Werner Herzog,
- Wodzeck, film din 1984 de Oliver Herbrich[9]
- Capul lui Woyzeck (conform, Woyzeck's Head), roman din 1991 de Ekbert Faas,
- Woyzeck, film din 1994 de János Szász